# افسانه پوستی
افسانه پوستی (زادهٔ ۱۳۴۲، تهران) دوبلور و مدیر دوبلاژ ایرانی است. وی دارای مدرک کارشناسی مترجمی زبان فرانسه است و فعالیت حرفه‌ای خود در زمینه دوبلاژ را از سال ۱۳۷۱ آغاز کرده‌است.

## زندگی
افسانه پوستی در سال ۱۳۴۲ در تهران متولد شد. او دارای مدرک کارشناسی زبان فرانسه می‌باشد و ابتدا به عنوان مترجم زبان فرانسوی در واحد دوبلاژ سیما مشغول به فعالیت شد و مدت کوتاهی بعد در سال ۱۳۷۱ پس از گذراندن مراحل آزمون گویندگی در انجمن گویندگان و سرپرستان گفتار فیلم تحت تعلیم احمد رسول‌زاده و ژاله کاظمی وارد حرفهٔ دوبله شد و دورهٔ کارآموزی‌اش را نزد محمد خواجوی‌ها (مانی)، ژاله علو، پرویز بهرام و غلامعلی افشاریه گذراند. وی گویندگی نقش‌های اول و دوم به‌جای زنان جوان را برعهده داشته‌است.

## اعتصاب سال ۱۳۸۴
اعتصاب تابستان سال ۱۳۸۴ که به‌علت بالا رفتن اختلاف بین محمود قنبری، رئیس وقت انجمن گویندگان و سرپرستاران گفتار فیلم و علی ابوحمزه، رئیس وقت مؤسسه رسانه‌های تصویری و در اعتراض به عدم رعایت افزایش ۱۵ درصدی سالیانه دستمزدها شکل گرفته بود، با اعتصاب‌شکنی شماری از گویندگان من‎جمله چنگیز جلیلوند، نصرالله مدقالچی، تورج مهرزادیان، امیرهوشنگ زند و افسانه پوستی همراه شد که به حضور گسترده این گوینده در آثار دوبله‌شده در آن برهه انجامید و باعث رشد و ترقی وی گردید.

## آثار صداپیشه
برخی از فعالیت‌های افسانه پوستی در عرصهٔ دوبلاژ به شرح زیر می‌باشد:
| عنوان اثر                  | نقش                   | بازیگر/صداپیشه   |
| -------------------------- | --------------------- | ---------------- |
| تایتانیک                   | رُز دِویت‌بوکاتر         | کیت وینسلت       |
| سکوت بره‌ها                 | کلاریس استارلینگ      | جودی فاستر       |
| ارباب حلقه‌ها               | آرون                  | لیو تایلر        |
| ماتریکس                    | ترینیتی               | کری-ان ماس       |
| در یک شب اتفاق افتاد       | اِلی اندورز            | کلودت کولبرت     |
| دو قاطر برای خواهر سارا    | سارا                  | شرلی مک‌لین       |
| پرندگان                    | آنی های‌وُرث            | سوزان پلشت       |
| مارنی                      | لیل                   | دایان بیکر       |
| بریکینگ بد                 | اسکایلر وایت          | آنا گان          |
| شمال ۶۰                    | میشل کندی             | تینا کیپر        |
| خانه پوشالی                | کیت بالدوین           | کیم دیکنز        |
| سرگذشت ندیمه               | جون آزبورن            | الیزابت ماس      |
| یلواستون                   | بِث دوتُن               | کلی رایلی        |
| ساکن برج بلند              | جولیانا کرِین          | الکسا داوالس     |
| تنت                        | کَت                    | الیزابت دبیکی    |
| تلقین                      | مال                   | ماریون کوتیار    |
| پرستیژ                     | اولیویا وِنس‌کامب       | اسکارلت جوهانسون |
| داستان عامه‌پسند            | فابین                 | ماریا دی میدیروش |
| هنری پنجم                  | پرنسس کاترین          | اما تامپسون      |
| دسپرادو                    | کارولینا              | سلما هایک        |
| کازینو رویال               | وسپر لیند             | اوا گرین         |
| بازی‌های گوزن قطبی          | اَشلی                  | شارلیز ترون      |
| شلیک نهایی                 | دُنا کواینتانو         | مونیکا بلوچی     |
| شغال                       | سرگرد والنتینا کوسلوا | دایان ونورا      |
| دختر جرسی                  | گِرترود استينی         | جنیفر لوپز       |
| استرالیا                   | سارا اَشلی             | نیکول کیدمن      |
| کتاب سبز                   | دُلُرِس والِلُنگا          | لیندا کاردلیانی  |
| اوقات بد در ال‌رویال        | اِمیلی سامراِسپرینگ     | داکوتا جانسون    |
| جعبه پرنده                 | مالوری                | ساندرا بولاک     |
| دکتر استرنج                | انشنت وان             | تیلدا سوینتن     |
| علاءالدین                  | دالیا                 | نسیم پدراد       |
| ونوم                       | ان ویینگ              | میشل ویلیامز     |
| گلس                        | دکتر اِلی اِستِیپل       | سارا پلسون       |
| قاضی                       | سامانتا پاوِل          | ورا فارمیگا      |
| مرد نامرئی                 | سیسیلیا کاس           | الیزابت ماس      |
| هشت یار اوشن               | دَبی اوشن              | ساندرا بولاک     |
| انتقام آنجلو               | جنیفر                 | مادلین استو      |
| کاپیتان اسکای و دنیای فردا | پُلی پِرکینز            | گوئینت پالترو    |
| سندباد: افسانه هفت دریا    | مارینا                | کاترین زیتا جونز |
| بالا را نگاه نکن           | بری ایوانته           | کیت بلانشت       |
| ماجراهای گامبا             | گامبا                 | ماساکو نُزاوا     |
| جلال‌الدین                  | مومینا خاتون          | شبنم مقدمی       |

## مدیریت دوبلاژ
- تایتانیک
- تلقین
- اره
- جاذبه
- استرالیا
- شغال[۱۴]
- شیادان